# Mercury Tracer
De Mercury Tracer is een personenwagen die van 1987 tot 1999 geproduceerd werd door de Amerikaanse autofabrikant Mercury, onderdeel van de Ford Group. Als opvolger van de Mercury Lynx was de Tracer het kleinste model dat door Mercury verkocht werd.
Er werden drie generaties van de Tracer gemaakt. De eerste generatie situeerde zich in de compacte klasse, de twee volgende generaties werden in de compacte middenklasse uitgebracht. Alle drie de generaties waren afgeleid van de Mazda 323. De Tracer werd aangeboden als hatchback, vierdeurs sedan en vijfdeurs stationwagen.
Na het beëindigen van de productie van de Tracer in 1999 trok Mercury zich terug uit het segment van de compacte middenklasse. Een geplande vierde generatie van de Tracer in 2012 kwam er uiteindelijk niet omdat Ford eind 2010 het Mercury-merk opdoekte.

## Eerste generatie (1987-1989)
In 1987 bracht Mercury de Tracer op de markt als vervanger van de Lynx. Het was het eerste model van Mercury dat buiten Noord-Amerika werd geassembleerd. De Tracer was de Amerikaanse tegenhanger van de Australische Ford Laser die op zijn beurt ook gebaseerd was op de Mazda 323.
In zijn eerste jaar werd de Tracer in parallel met de Lynx verkocht. Naar analogie met de Lynx werd de Tracer aangeboden als drie- en vijfdeurs hatchback. In 1988 werd een vijfdeurs stationwagen aan het gamma toegevoegd.
De Tracer werd aangedreven door een 1,6-liter vier-in-lijnbenzinemotor van Mazda. In de Verenigde Staten produceerde deze motor (met injectie) 84 pk, in Canada produceerde de motor (met carburateur) 71 pk. De motor was standaard gekoppeld aan een manuele vijfversnellingsbak, een drietraps automatische transmissie werd als optie aangeboden.

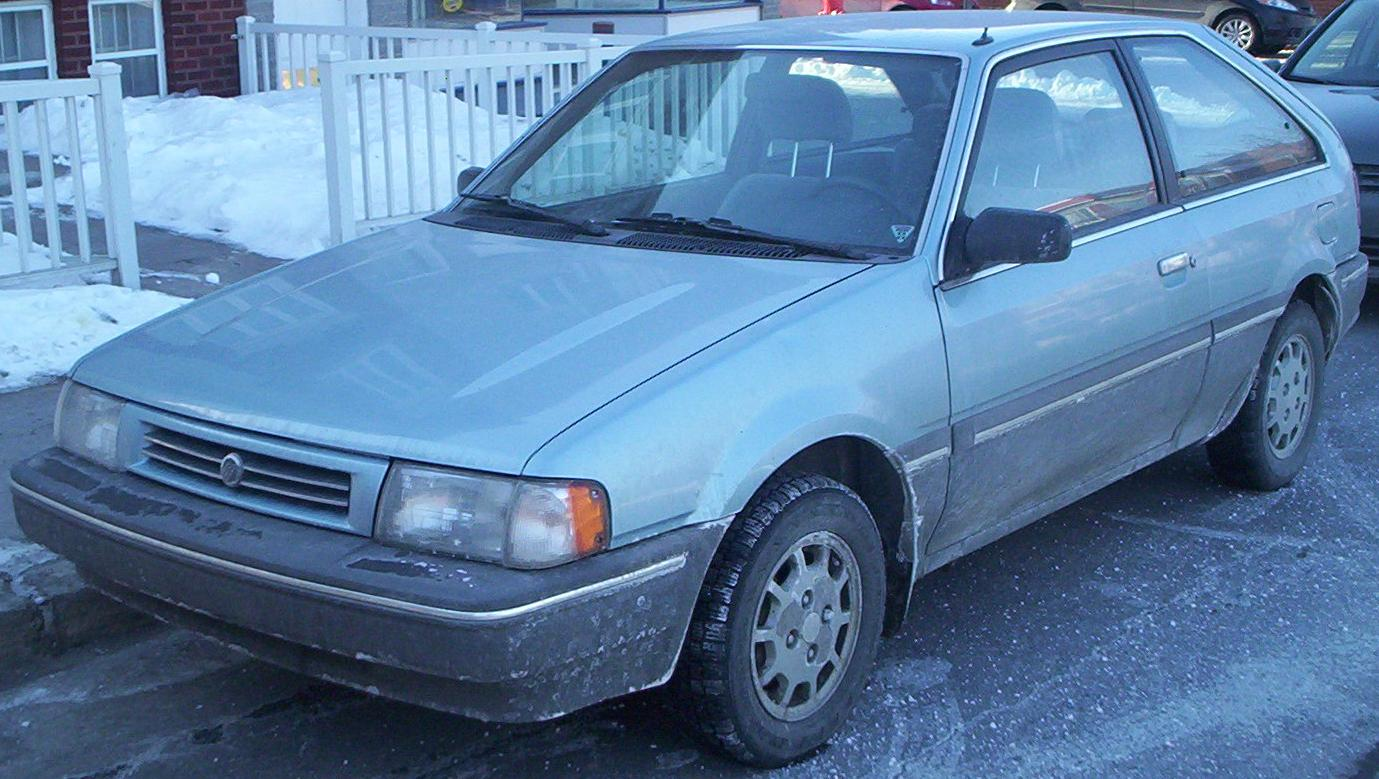
Mercury Tracer hatchback
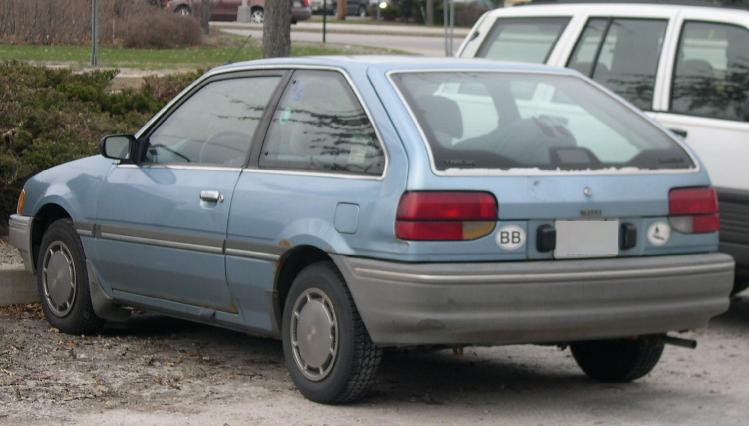
Mercury Tracer hatchback, achteraanzicht
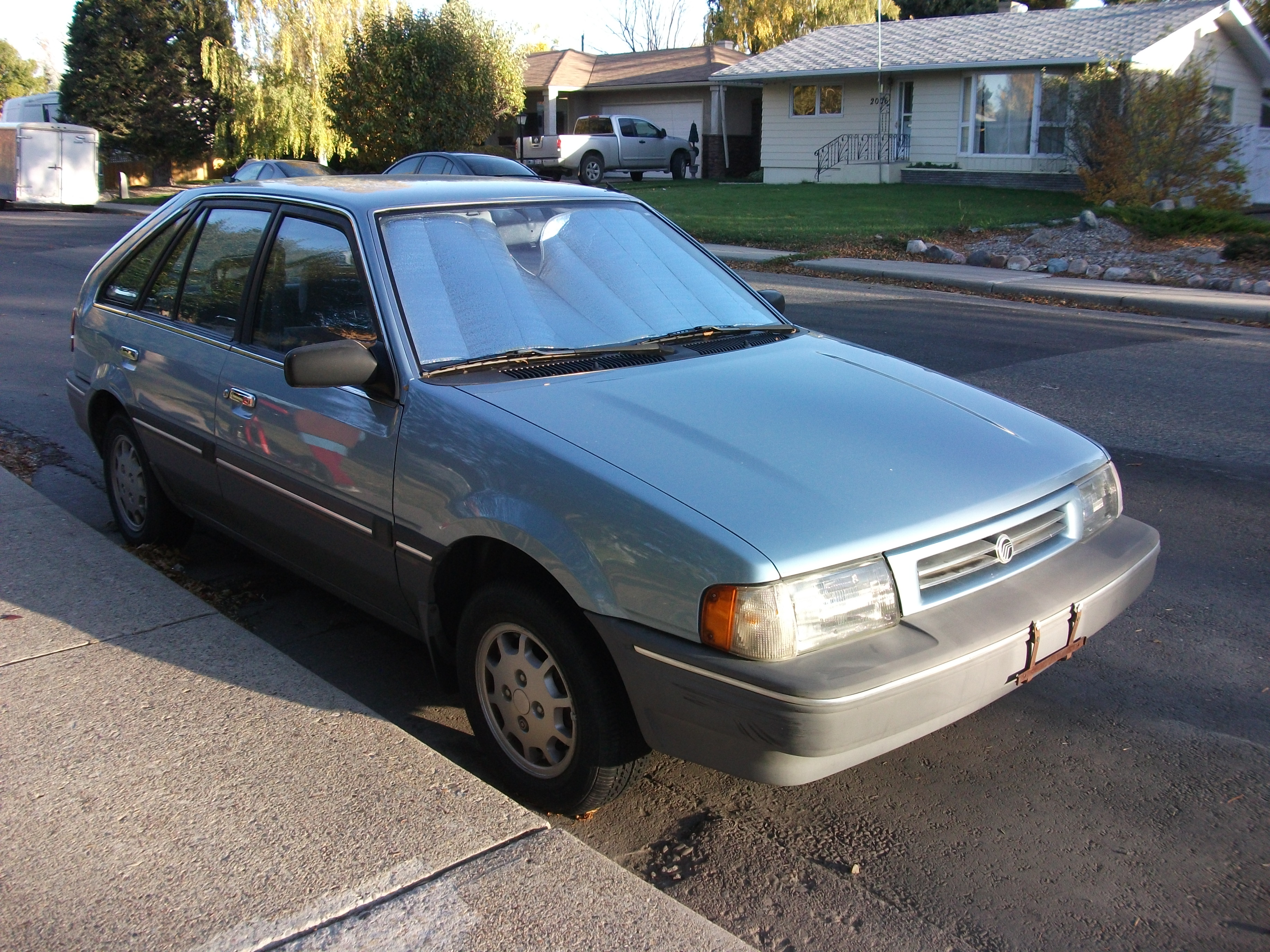
Mercury Tracer 5-deurs hatchback

## Tweede generatie (1991-1996)
Na een jaar van afwezigheid bracht Mercury in 1991 de tweede generatie Mercury Tracer uit. Hoewel de wagen nog steeds verwant was aan de Australische Ford Laser, maakte het herontwerp de wagen ook een tegenhanger van de Amerikaanse Ford Escort. De Tracer groeide in omvang en werd geherpositioneerd in het segment van de compacte middenklasse.
De tweede generatie Tracer was afgeleid van het Mazda BG-platform met voorwielaandrijving en deelde zijn wielbasis met de Amerikaanse Escort. De wagen werd aangeboden in twee configuraties: een vijfdeurs stationwagen en een vierdeurs sedan, ter vervanging van de hatchback.
De wagen werd aangedreven door de 1,9-liter vier-in-lijnbenzinemotor van 88 pk uit de Escort. Van 1991 tot 1994 werd ook een 127 pk sterke 1,8-liter vier-in-lijn van Mazda aangeboden. Beide motoren werden gekoppeld aan een manuele vijfversnellingsbak. De 1,9-liter motor was optioneel ook verkrijgbaar met een viertraps automatische transmissie.
Tijdens zijn productie heeft de tweede generatie Tracer weinig veranderingen ondergaan. In 1991 had de Tracer een radiatorrooster in carrosseriekleur, vanaf 1992 werd een doorschijnend radiatorrooster gemonteerd om een herkenbare familiegelijkenis met de Topaz en de Sable te creëren. In 1993 kreeg de Tracer een bestuurdersairbag en in 1994 werd het dashboard herontworpen om ook een passagiersairbag te kunnen monteren. In 1996 werden de achterlichten hertekend.

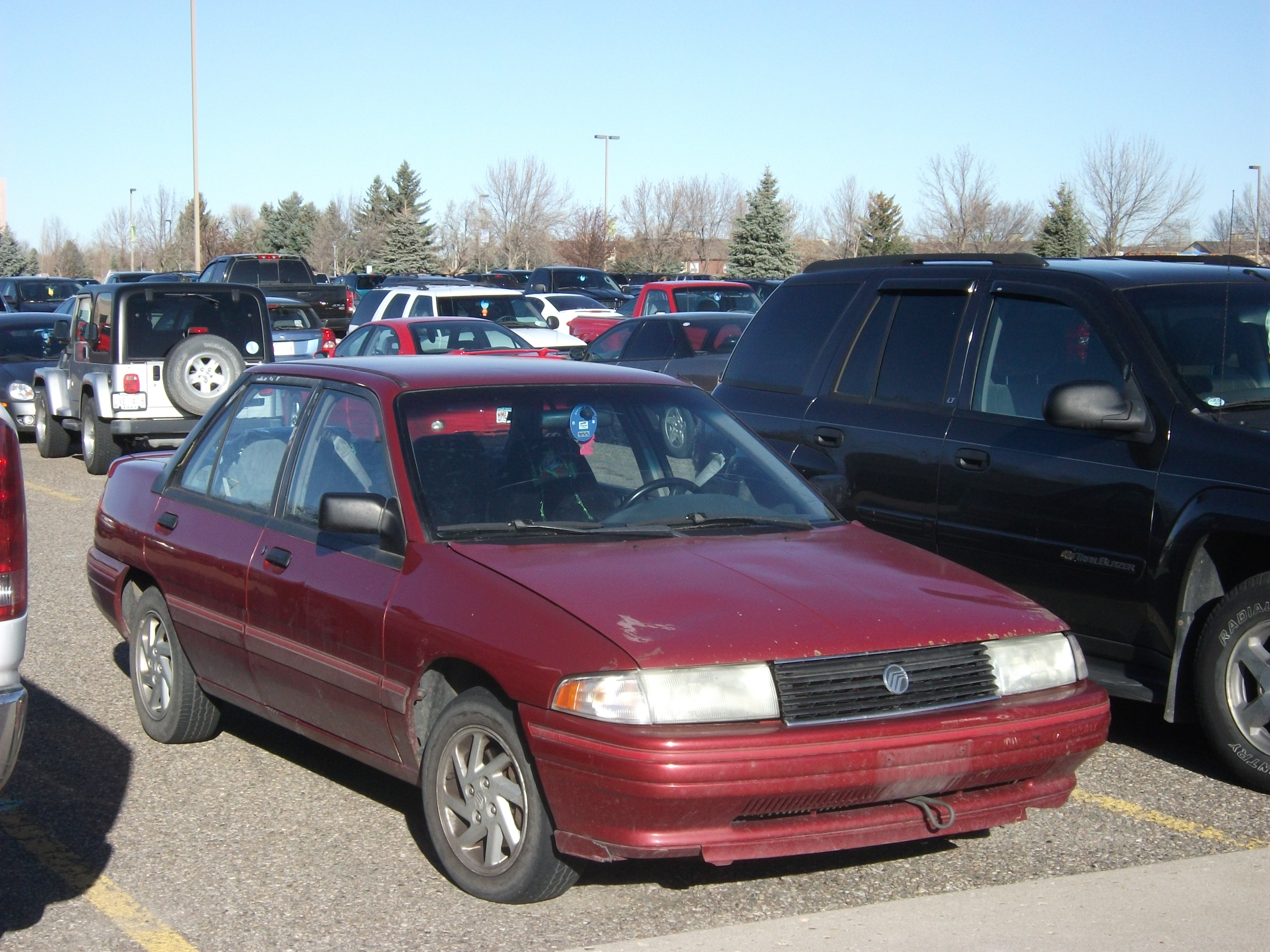
Mercury Tracer sedan
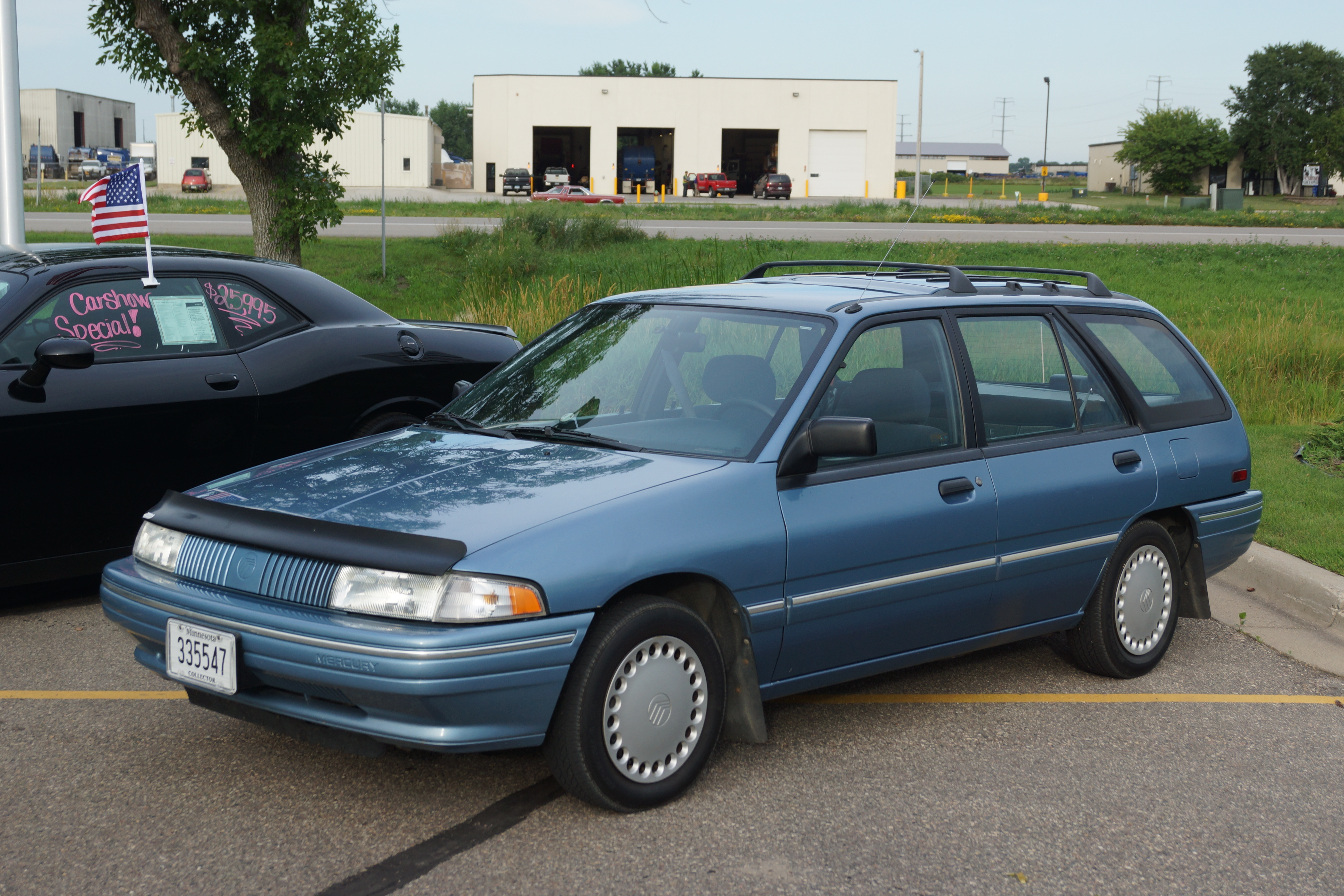
Mercury Tracer stationwagen
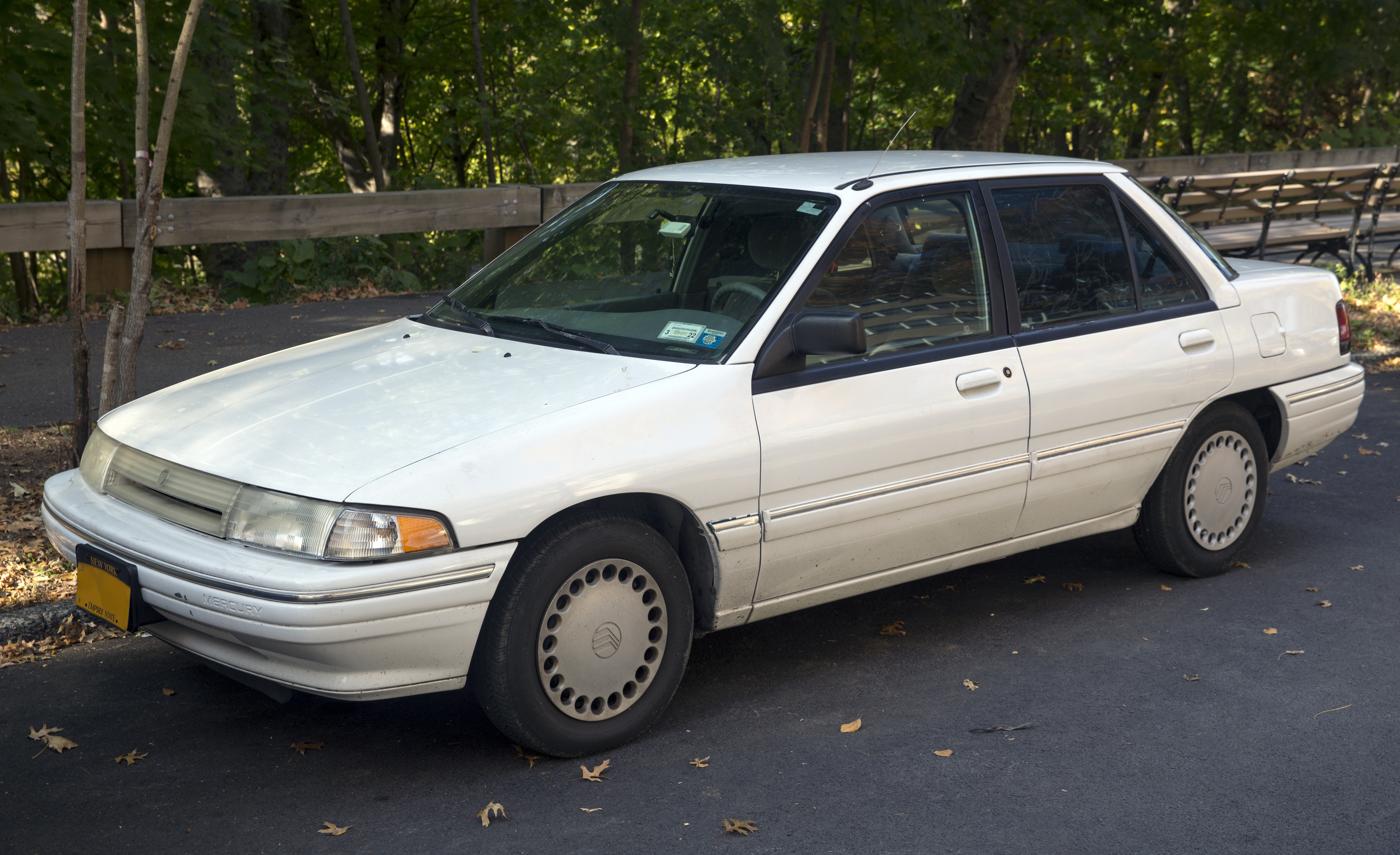
Mercury Tracer met het doorschijnend radiatorrooster

## Derde generatie (1997-1999)
In 1997 kwam de derde generatie Mercury Tracer op de markt, die samen met de Ford Escort herontworpen was. De chassisonderbouw werd grotendeels overgenomen van de tweede generatie Tracer, maar de carrosserie en de aandrijflijn werden grondig herzien. Dit is de enige generatie van de Tracer die volledig in de Verenigde Staten geassembleerd werd.
De derde generatie Tracer was afgeleid van het Ford CT120-platform met voorwielaandrijving, de wielbasis was identiek aan de vorige generatie. De wagen werd opnieuw aangeboden als vierdeurs sedan en vijfdeurs stationwagen.
De wagen werd aangedreven door 2,0-liter vier-in-lijn benzinemotor van 110 pk, gecombineerd met een handgeschakelde vijfversnellingsbak of een automatische transmissie met vier versnellingen.
De derde generatie Tracer onderscheidde zich van de Escort door zijn voorkant en achterlichten, samen met modelspecifieke wieldoppen. De carrosserie van de stationwagen was grotendeels gelijk aan de vorige generatie, met beperkte wijzigingen aan de voorkant, zijspiegels, deurgrepen en het dashboard.
In 1999 werd de productie van de Tracer stopgezet, er kwam geen directe vervanger op de markt.

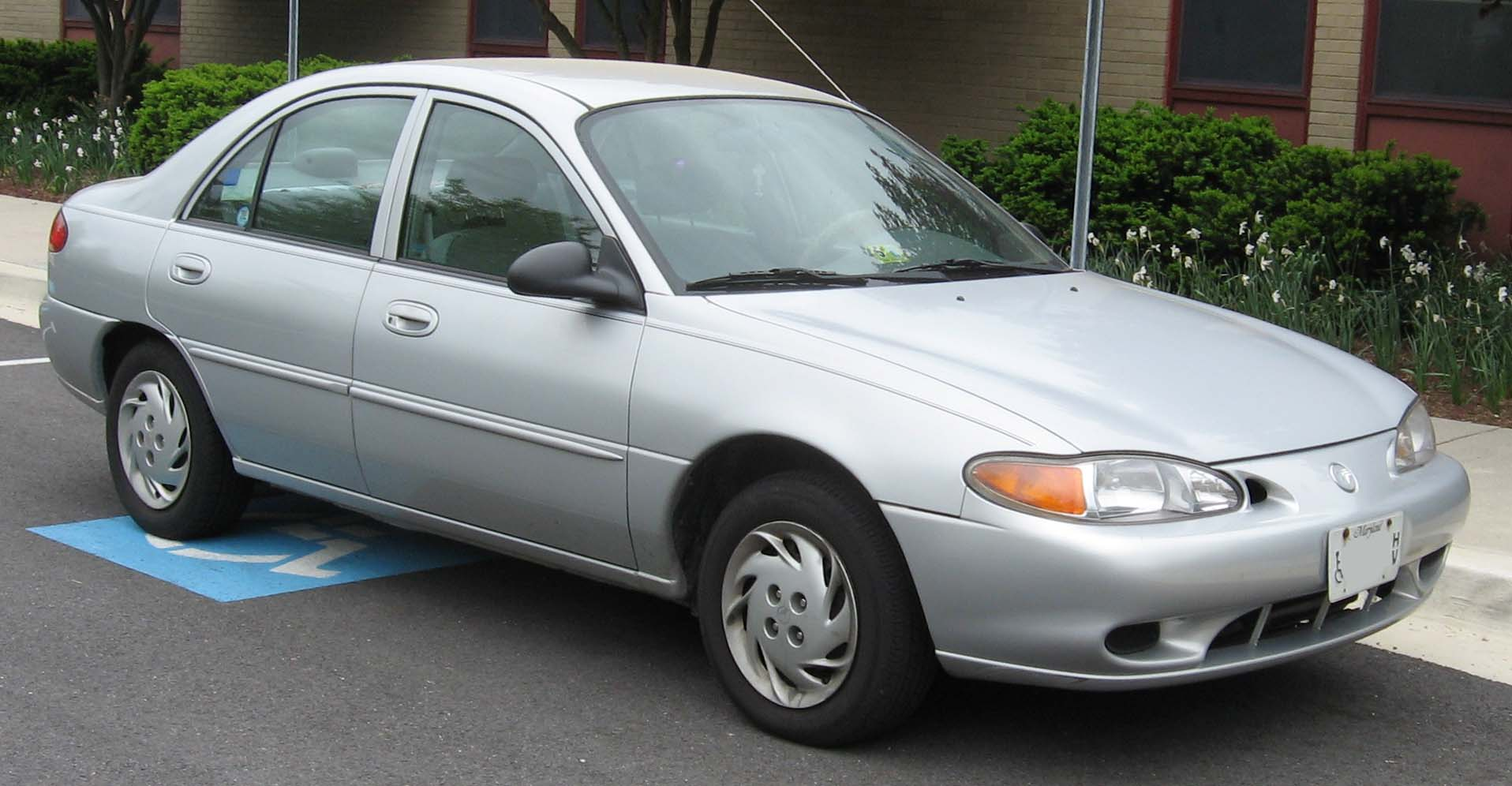
Mercury Tracer sedan
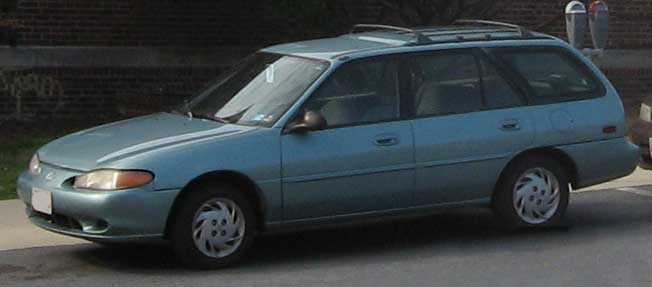
Mercury Tracer stationwagen

Modellen tot en met 2011: Grand Marquis · Mariner · Milan · Montego · Monterey · Mountaineer
Recente modellen:
Capri · Colony Park · Cougar · Marauder · Mystique · Sable · Topaz · Tracer · Villager · Voyager
Historische modellen na de Tweede Wereldoorlog:
Bobcat · Brougham · Comet · Commuter · Custom · Cyclone · LN7 · Lynx · M-Series · Marquis · Medalist · Meteor · Monarch · Montclair · Monterey · Park Lane (Brougham) · S-55 · Turnpike Cruiser · Zephyr
Historische modellen voor de Tweede Wereldoorlog: Eight